# Pourouma oraria
Pourouma oraria är en nässelväxtart som beskrevs av Paul Carpenter Standley och Cuatrec.. Pourouma oraria ingår i släktet Pourouma och familjen nässelväxter. Inga underarter finns listade i Catalogue of Life.